# 新年宴会
新年宴会（しんねんえんかい）は、宮中において新年の到来を祝う宴会。かつての祝祭日（休日）のひとつでもある。

## 概要
新年宴会は、奈良時代から宮中で行われていた元日節会（がんじつのせちえ）に由来する。室町時代から中断されていたのを、明治になって再興したものである。
元日には宮中で様々な行事が行われることから、1872年（明治5年）より1月5日に移され、「新年宴会」という名称とした。皇族のほか、親任官（大臣、高級官僚、軍人など）、外国の公大使などが宮中に招かれ、新年の祝賀として盛大に宴会が行われた。
1872年（明治5年）から1874年（明治7年）までは1月5日・6日の2日に渡っていたが、1875年（明治8年）から1月5日のみになった。事変の勃発により中止される年もあった。
また、「年中祭日祝日ノ休暇日ヲ定ム」および「休日ニ関スル件」により、1月5日は1874年（明治7年）から1948年（昭和23年）まで同名の祝祭日（休日）であった。
現在、元日に宮中で執り行われる「新年祝賀の儀」は、この新年宴会の流れを受け継いだものである。